# تاریخ مردوخ
تاریخ مردوخ کتاب در ۴ بخش از محمد مردوخ کردستانی است. بیشتر حجم این کتاب پیرامون تاریخ خاندان اردلان است. این کتاب اولین کتابی ست که به شیوه نوین دربارهٔ تاریخ خاندان اردلان به نگارش درآمده است.

## بخش‌ها
1. در اوضاع عمومی
2. در بیان کرد و کردستان
3. در بیان ماد و مادستان
4. در بیان اوضاع عمومی سنه (=اردلان)